# Hemligheter (musikalbum)
Hemligheter är ett musikalbum som släpptes 29 september 2004 av Maja Gullstrand på Mariann grammofon.

## Låtlista
1. "Poeter i romantik" (musik: Mikael Svahn, text: Maja Gullstrand)
2. "Dröm på posten" (musik: Marcos Ubeda, text: Maja Gullstrand)
3. "Lika vacker som farlig" (musik : A. Hallbäck, A. Grahn, text: Maja Gullstrand)
4. "La la la love" (musik: Marcos Ubeda, text: Maja Gullstrand)
5. "Imma på rutan" (text & musik: Maja Gullstrand)
6. "Hemligheter" (text & musik: Maja Gullstrand)
7. "En platta jazz" (musik: Marcos Ubeda, text: Maja Gullstrand)
8. "Fågel Fenix" (musik: Marcos Ubeda, text: Maja Gullstrand)
9. "Sömnlöshet"ɫ (text & musik: Jessika Asp, Niklas Jarl)
10. "Barndomstid" (musik: Marcos Ubeda, text: Maja Gullstrand)
11. "The fat old woman" (text & musik: Karl Martindahl)

ɫ"Sömnlöshet" finns i två arrangemang. Den poppiga versionen på skivan Fame Factory 8 och den jazziga versionen på albumet Hemligheter.